# 八年制學校

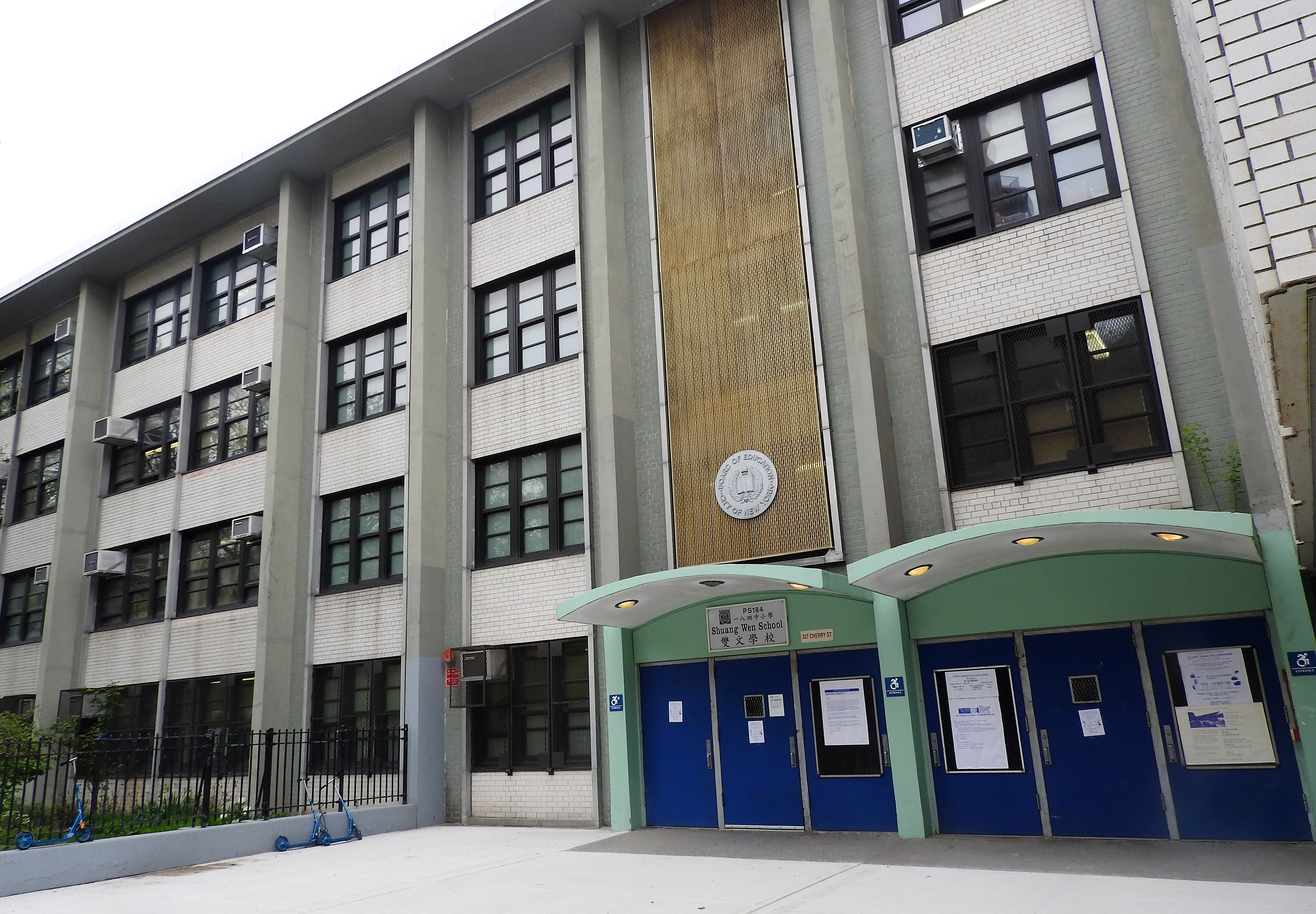
雙文學校 - 纽约市

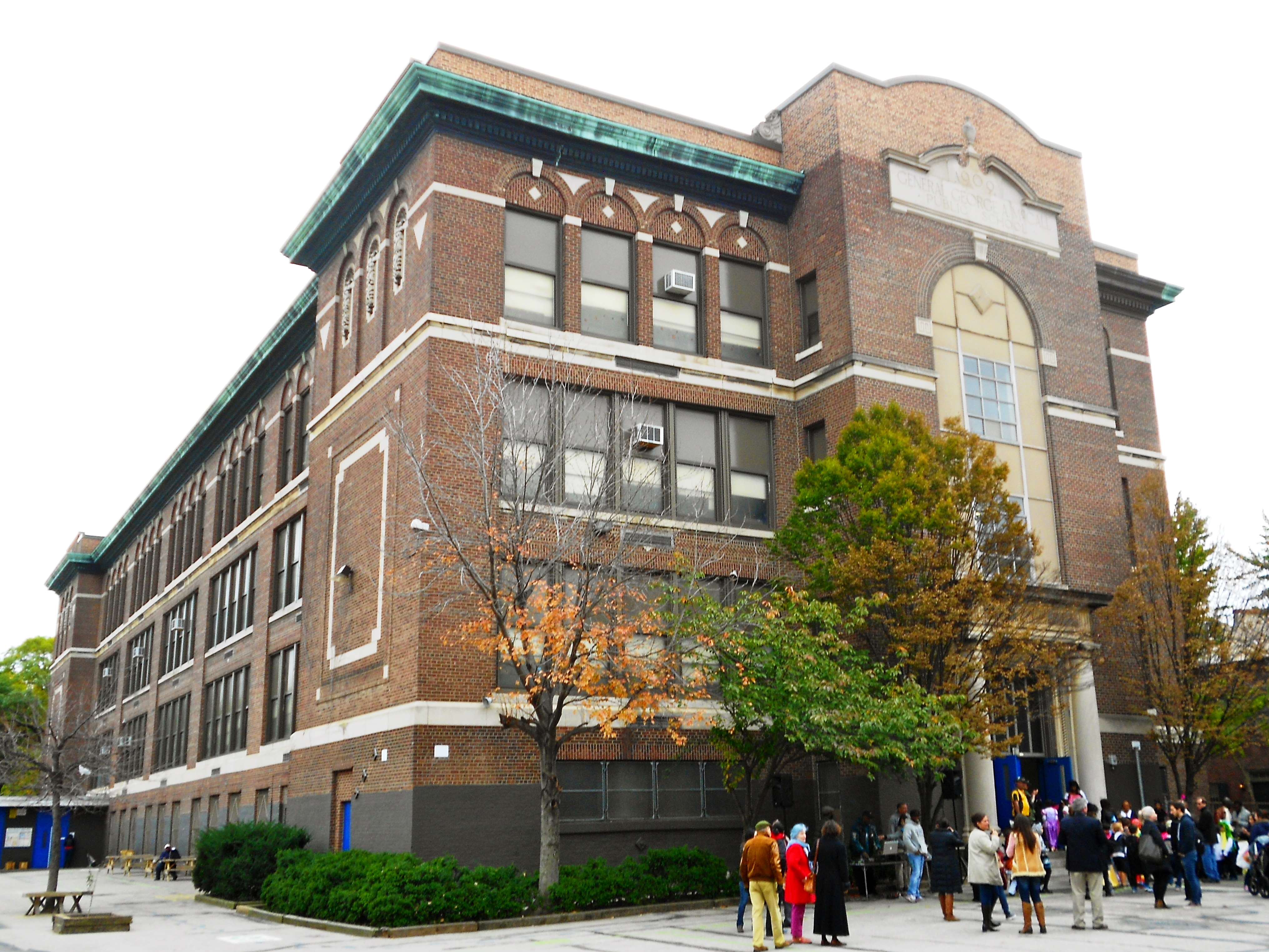
麥考學校 - 位於美國德州费城的一所八年制學校（费城华埠附近）

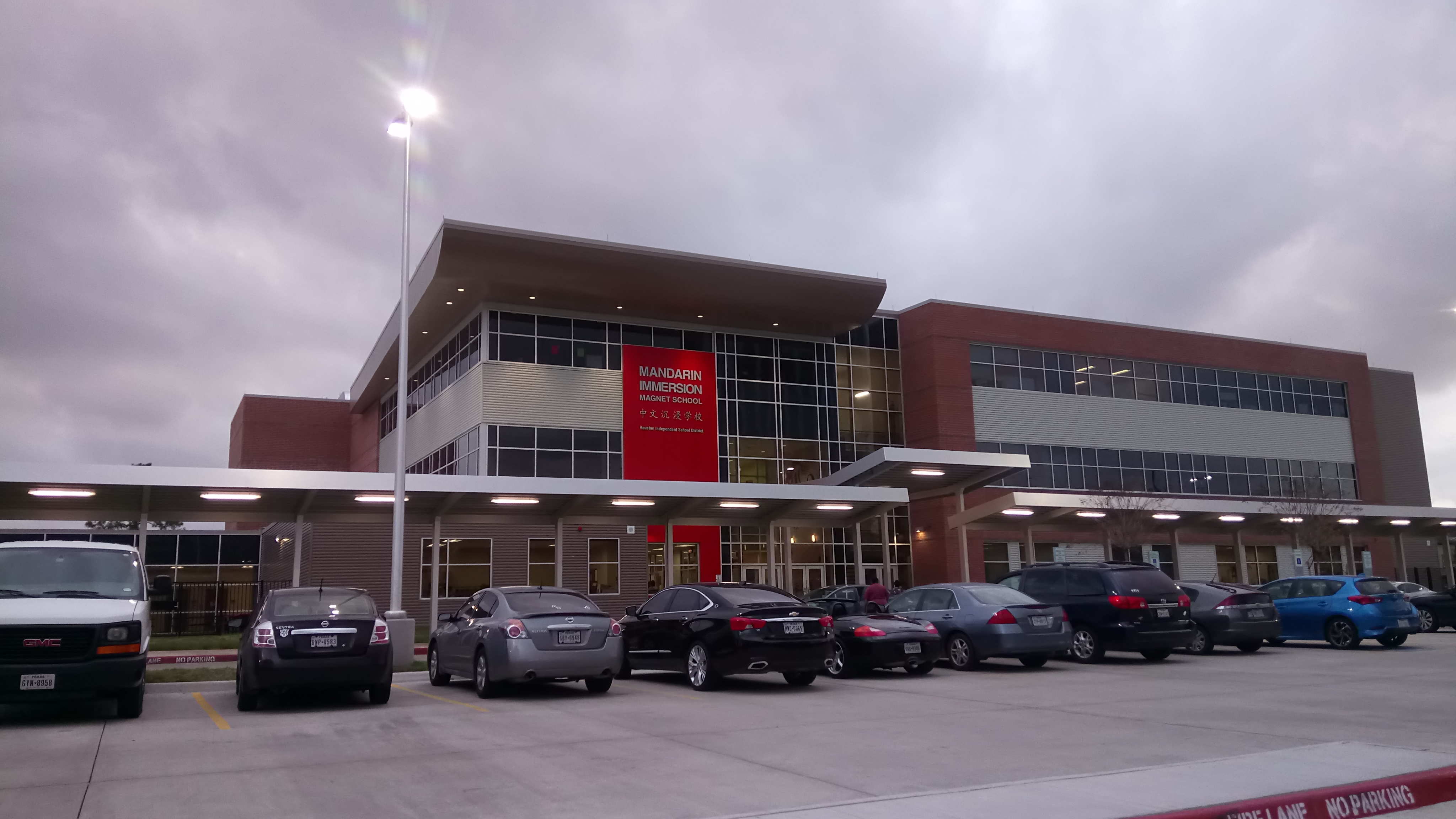
中文沉浸学校 - 位於美國德州休士頓市的一所八年制學校

八年制學校（亦稱：初中小學學校或八年制中心, K-8 school）是美國一種招收幼兒園或學前班學生的採用八年學制的學校，它是由典型的小學（一年級到五年級）與初中（六年級）或中學（七年級到八年級）所組成。
截止2007年，絕大部分美國私立學校都採用八年制學校這種配置。